# Illapelia
Illapelia is een geslacht van rechtvleugeligen uit de familie Ommexechidae. De wetenschappelijke naam van dit geslacht is voor het eerst geldig gepubliceerd in 1972 door Carbonell & Mesa.

## Soorten
Het geslacht Illapelia  is monotypisch en omvat slechts de volgende soort:
- Illapelia penai (Carbonell & Mesa, 1972)